# Konwencja o zakazie używania technicznych środków oddziaływania na środowisko
     Strony
     Podpisane bez ratyfikacji
     Pozostałe

Konwencja o zakazie używania technicznych środków oddziaływania na środowisko
Strony
Podpisane bez ratyfikacji
Pozostałe

Konwencja o zakazie używania technicznych środków oddziaływania na środowisko (Konwencja o zakazie używania technicznych środków oddziaływania na środowisko w celach militarnych lub jakichkolwiek innych celach wrogich; ang. Convention on the Prohibition of Military or Any Other Hostile Use of Environmental Modification Techniques w skrócie: Environmental Modification Convention, ENMOD) – umowa międzynarodowa 10 grudnia 1976 przyjęta jako Rezolucja Zgromadzenia Ogólnego ONZ 31/72, otwarta do podpisania w Genewie 18 maja 1977 r. Weszła w życie 5 października 1978 r. po złożeniu dokumentów ratyfikacyjnych przez 20 stron (art. 9).
Konwencję spisano w 6 językach: angielskim, arabskim, chińskim, francuskim, hiszpańskim i rosyjskim. Depozytariuszem jest Sekretarz generalny ONZ.
Ratyfikowana przez Polskę 4 maja 1978 r. o czym powiadomiono depozytariusza 8 czerwca 1978 r.
Jej stronami jest obecnie 77 państw, w tym 32 sygnatariuszy i 45 które przystąpiły później. Prócz tego 16 podpisało bez ratyfikacji.
Konwencja zobowiązuje strony do niewykorzystywania w celach militarnych lub jakichkolwiek innych celach wrogich technicznych środków oddziaływania na środowisko, powodujących rozległe, trwałe lub poważne następstwa, jako sposób powodowania zniszczeń, wyrządzania szkód lub strat jakiemukolwiek innemu Państwu będącemu Stroną (art. 1). Każda za stron zobowiązana jest też nie udzielać pomocy, poparcia ani nie nakłaniać żadnego Państwa, grupy Państw lub organizacji międzynarodowej do podejmowania działalności sprzecznej z wymienionymi zakazami.
Art. 2 przyjmuje, że „techniczne środki oddziaływania na środowisko” oznaczają każdy środek mający na celu, poprzez rozmyślne kierowanie procesami naturalnymi, dokonywanie zmian w dynamice, składzie lub strukturze Ziemi, włączając w to jej biosferę, litosferę, hydrosferę i atmosferę lub przestrzeń kosmiczną.
Dopuszczalne jest oddziaływanie na środowisko w celach pokojowych i nienaruszających powszechnie uznanych zasad oraz mających zastosowanie norm prawa międzynarodowego dotyczących takiego wykorzystania (art. 3).
Strony powinny współpracować w celu rozwiązywania wszelkich problemów, jakie mogłyby powstać co do celów Konwencji lub stosowania jej postanowień (w tym celu powołany zostaje Doradczy Komitet Ekspertów), skargi na jej naruszenie rozpatruje Rada Bezpieczeństwa ONZ (art. 5). Art. 6 określa zgłaszanie projektów zmian Konwencji. Art. 8 przewiduje okresowe konferencje stron.
Zgodnie z art. 7 Konwencję zawarto bezterminowo.